# Rijnland (gouw)

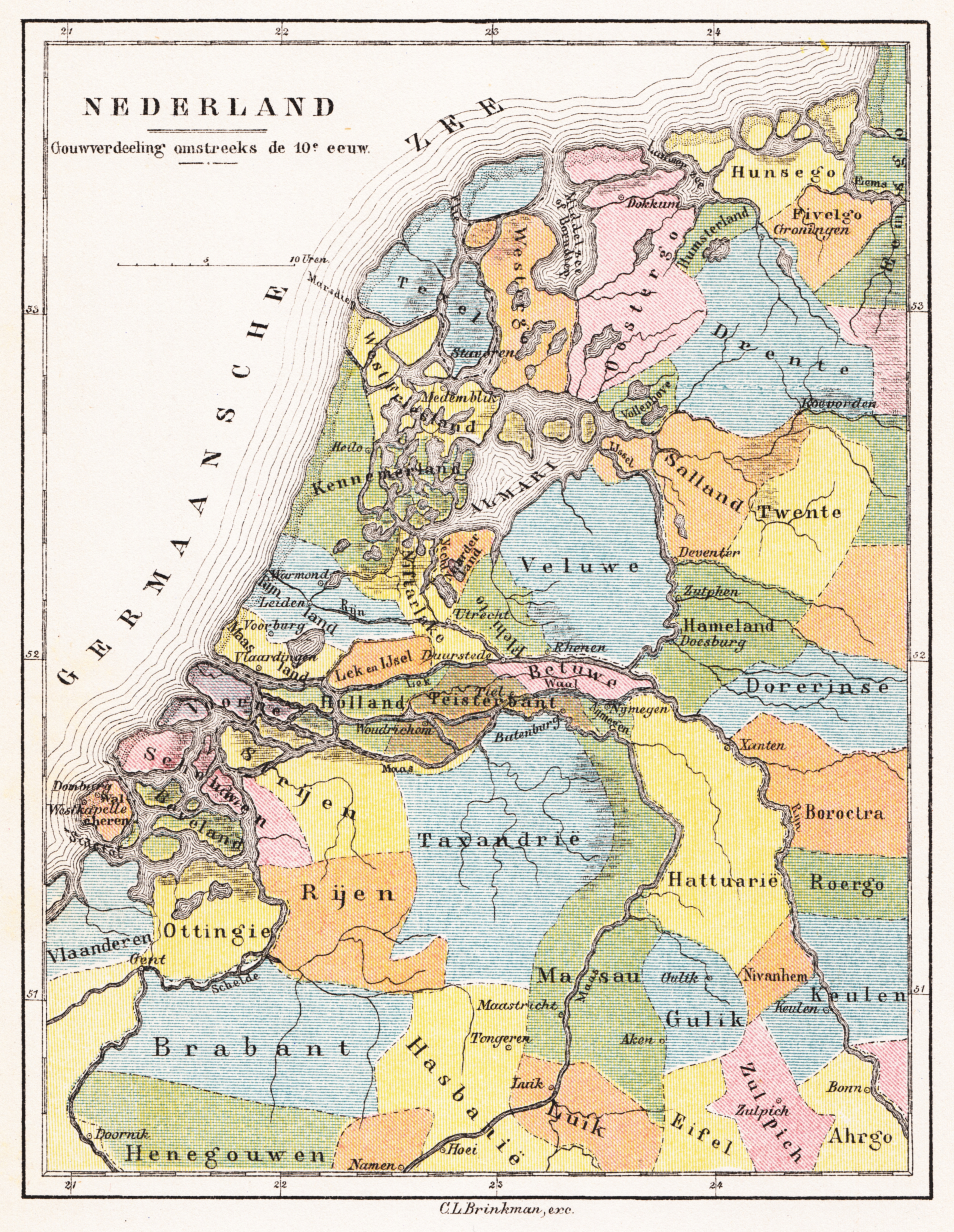
Gereconstrueerde gouwkaart uit 1890 van de indeling van Nederland en omstreken in gouwen in de 10e eeuw

Rijnland was in de middeleeuwen een gouw in het zuiden van Holland. Het omvatte een gebied aan weerskanten van de Oude Rijn stroomafwaarts vanaf Bodegraven tot aan de Noordzee. In zuidelijke richting grensde het aan Masaland. In noordelijke richting grensde het aan de gouwen Kennemerland en Nifterlake.